# Edcouch (Teksas)
Edcouch je grad u američkoj saveznoj državi Teksas. Prema popisu stanovništva iz 2010. u njemu je živjelo 3.161 stanovnika.